# Новогродзець
Новогро́дзець (пол. Nowogrodziec, нім. Naumburg am Queis) — місто в південно-західній Польщі, на річці Квіса.
Належить до Болеславецького повіту Нижньосілезького воєводства.

## Демографія
Демографічна структура станом на 31 березня 2011 року:
|          | Загалом | Допрацездатний вік | Працездатний вік | Постпрацездатний вік |
| -------- | ------- | ------------------ | ---------------- | -------------------- |
| Чоловіки | 2035    | 402                | 1489             | 144                  |
| Жінки    | 2186    | 362                | 1398             | 426                  |
| Разом    | 4221    | 764                | 2887             | 570                  |